# Chlorodendrophyceae
Los miembros de la Chlorodendrophyceae son flagelados unicelulares, pero algunas especies forman una colonia dendroid en el que las células están conectados por tallo (resto de teca de células madre). La mayoría de las especies que habitan en agua marina, pero también se conocen especies de agua dulce a veces formando floración.
El cuerpo de la celda está cubierta por una delgada "teca", que se deriva de aparato de Golgi. El "teca" se compone de muchas pequeñas escamas (Tose homólogas a otros "prasinophyceans") fusionados juntos. Las células son por lo general lateralmente comprimidas, pero la arquitectura celular es básicamente simetría radial. Cuatro flagelos iguales hemodinámicos emergen de hoyo anterior de la célula. Los flagelos están cubiertas por escamas de pelo y dos capas de pequeñas escamas. Las algas chlorodendrophycean poseen un único cloroplasto. En el cloroplasto, una gran mancha ocular visible y la pirenoide invaginado por tubos citoplasmáticos están normalmente presentes. La citocinesis es mediada por la phycoplast.